# Campionati europei di ciclismo su pista - Inseguimento a squadre femminile
L'inseguimento a squadre femminile è uno degli eventi inseriti nel programma dei campionati europei di ciclismo su pista. Si tiene dall'edizione 2010. Fino all'edizione 2013 veniva disputato da squadre di tre atlete sulla distanza dei 3000 metri, dall'edizione 2014 vi partecipano squadre di quattro atlete che si affrontano su un percorso di 4000 metri.

## Albo d'oro
Aggiornato all'edizione 2025.
| Anno | Vincitrici                                                                                   | Seconde | Terze                                                                                                  |
| ---- | -------------------------------------------------------------------------------------------- | --- | --- |
| 2010 | Gran Bretagna Katie Colclough Wendy Houvenaghel Laura Kenny                                  | Lituania Vaida Pikauskaite Vilija Sereikaite Ausrine Trebaite                                                        | Germania Lisa Brennauer Verena Jooss Madeleine Sandig                                                  |
| 2011 | Gran Bretagna Danielle King Joanna Rowsell Laura Kenny                                       | Germania Charlotte Becker Lisa Brennauer Madeleine Sandig                                                            | Bielorussia Alena Dylko Aksana Papko Tatsiana Sharakova                                                |
| 2012 | Lituania Ausrine Trebaite Vilija Sereikaite Vaida Pikauskaite                                | Polonia Katarzyna Pawłowska Eugenia Bujak Małgorzata Wojtyra                                                         | Bielorussia Tatsiana Sharakova Alena Dylko Aksana Papko                                                |
| 2013 | Gran Bretagna Katie Archibald Elinor Barker Laura Kenny Danielle King Joanna Rowsell         | Polonia Eugenia Bujak Edyta Jasinska Katarzyna Pawłowska Malgorzata Wojtyra                                          | Russia Gulnaz Badykova Aleksandra Chekina Maria Mishina Evgenia Romanyuta                              |
| 2014 | Gran Bretagna Katie Archibald Elinor Barker Ciara Horne Laura Kenny Joanna Rowsell           | Russia Tamara Balabolina Aleksandra Goncharova Irina Molicheva Evgenia Romanyuta Alexandra Chekina                   | Italia Beatrice Bartelloni Simona Frapporti Tatiana Guderzo Silvia Valsecchi Maria Giulia Confalonieri |
| 2015 | Gran Bretagna Katie Archibald Elinor Barker Laura Kenny Joanna Rowsell Ciara Horne           | Russia Gulnaz Badykova Tamara Balabolina Aleksandra Chekina Maria Savitskaya Evgenia Romanyuta Aleksandra Goncharova | Bielorussia Katsiaryna Piatrouskaya Polina Pivavarava Ina Savenka Marina Shmayankova                   |
| 2016 | Italia Elisa Balsamo Simona Frapporti Tatiana Guderzo Silvia Valsecchi Francesca Pattaro     | Polonia Justyna Kaczkowska Katarzyna Pawłowska Daria Pikulik Nikol Plosaj Lucja Pietrzak                             | Gran Bretagna Emily Kay Dannielle Khan Manon Lloyd Emily Nelson                                        |
| 2017 | Italia Elisa Balsamo Tatiana Guderzo Silvia Valsecchi Letizia Paternoster                    | Gran Bretagna Katie Archibald Elinor Barker Emily Kay Manon Lloyd                                                    | Polonia Justyna Kaczkowska Katarzyna Pawłowska Daria Pikulik Nikol Plosaj                              |
| 2018 | Gran Bretagna Katie Archibald Elinor Barker Neah Evans Laura Kenny Emily Dickinson           | Italia Elisa Balsamo Tatiana Guderzo Silvia Valsecchi Letizia Paternoster                                            | Germania Charlotte Becker Lisa Brennauer Mieke Kröger Gudrun Stock                                     |
| 2019 | Gran Bretagna Katie Archibald Emily Dickinson Neah Evans Laura Kenny                         | Germania Franziska Brauße Lisa Brennauer Lisa Klein Gudrun Stock                                                     | Italia Martina Alzini Elisa Balsamo Vittoria Guazzini Letizia Paternoster                              |
| 2020 | Gran Bretagna Katie Archibald Neah Evans Laura Kenny Josie Knight Elinor Barker              | Italia Martina Alzini Elisa Balsamo Chiara Consonni Vittoria Guazzini Rachele Barbieri                               | Ucraina Anna Nahirna Tetyana Klimchenko Viktoriya Bondar Yuliia Biriukova                              |
| 2021 | Germania Franziska Brauße Lisa Brennauer Mieke Kröger Laura Süßemilch Lena Charlotte Reißner | Italia Martina Alzini Rachele Barbieri Martina Fidanza Silvia Zanardi Letizia Paternoster                            | Irlanda Mia Griffin Emily Kay Kelly Murphy Alice Sharpe                                                |
| 2022 | Germania Franziska Brauße Lisa Brennauer Lisa Klein Mieke Kröger                             | Italia Rachele Barbieri Vittoria Guazzini Letizia Paternoster Silvia Zanardi Martina Fidanza                         | Francia Victoire Berteau Marion Borras Clara Copponi Valentine Fortin                                  |
| 2023 | Gran Bretagna Katie Archibald Neah Evans Josie Knight Anna Morris Elinor Barker              | Italia Martina Alzini Elisa Balsamo Martina Fidanza Vittoria Guazzini Letizia Paternoster                            | Germania Franziska Brauße Lisa Klein Mieke Kröger Laura Süßemilch                                      |
| 2024 | Italia Elisa Balsamo Martina Fidanza Vittoria Guazzini Letizia Paternoster                   | Gran Bretagna Megan Barker Josie Knight Anna Morris Jessica Roberts Neah Evans                                       | Germania Franziska Brauße Lisa Klein Lena Charlotte Reißner Laura Süßemilch Mieke Kröger               |
| 2025 | Italia Martina Alzini Chiara Consonni Martina Fidanza Vittoria Guazzini                      | Germania Franziska Brauße Lisa Klein Mieke Kröger Laura Süßemilch                                                    | Gran Bretagna Sophie Leech Tegan Lewis Elizabeth Lister Anna Morris Neah Evans                         |

## Medagliere
| Pos.   | Paese         | Oro | Argento | Bronzo | Totale |
| ------ | ------------- | --- | ------- | ------ | ------ |
| 1      | Gran Bretagna | 9   | 2       | 2      | 13     |
| 2      | Italia        | 4   | 5       | 2      | 11     |
| 3      | Germania      | 2   | 3       | 4      | 9      |
| 4      | Lituania      | 1   | 1       | 0      | 2      |
| 5      | Polonia       | 0   | 3       | 1      | 4      |
| 6      | Russia        | 0   | 2       | 1      | 3      |
| 7      | Bielorussia   | 0   | 0       | 3      | 3      |
| 8      | Francia       | 0   | 0       | 1      | 1      |
| 8      | Irlanda       | 0   | 0       | 1      | 1      |
| 8      | Ucraina       | 0   | 0       | 1      | 1      |
| Totale | Totale        | 16  | 16      | 16     | 48     |

| Pos. | Atleta            | Oro | Argento | Bronzo | Totale |
| ---- | ----------------- | --- | ------- | ------ | ------ |
| 1    | Laura Kenny       | 8   | 0       | 0      | 8      |
| 2    | Katie Archibald   | 7   | 1       | 0      | 8      |
| 3    | Elinor Barker     | 6   | 1       | 0      | 7      |
| 4    | Neah Evans        | 4   | 0       | 1      | 5      |
| 5    | Elisa Balsamo     | 3   | 3       | 1      | 7      |
| 6    | Joanna Rowsell    | 3   | 1       | 0      | 4      |
| 7    | Vittoria Guazzini | 2   | 3       | 1      | 5      |
| 8    | Martina Fidanza   | 2   | 3       | 0      | 5      |
| 9    | Franziska Brauße  | 2   | 2       | 2      | 6      |
| 9    | Lisa Klein        | 2   | 2       | 2      | 6      |